# 영웅 (2022년 영화)
《영웅》은 대한민국에서 제작된 윤제균 감독의 2022년 뮤지컬 영화로는 정성화, 김고은, 나문희가 출연한다. 뮤지컬 영웅을 원작으로 한 이 영화는 1909년 초대 일본 총리이자 조선 통감이었던 이토를  대한민국의 독립운동가 안 씨의 실화를 따라간다.  2022년 12월 21일 극장 개봉되었다. 특히 안중근 의사의 마지막 1년을 다룬다. 원래 2020년 여름 개봉 예정이었으나 코로나바이러스로 인해 개봉이 무기한 연기되었고, 2년 만인 2022년 12월 21일 개봉이 확정되었다.

## 줄거리
영화의 시작은 1909년 3월, 안중근은 전투의 패배 때문에 자결까지 생각하지만 마음을 고쳐먹고 자작나무에서 약지 손가락을 자르며 피로 태극기에 대한 독립이라 쓴 후 본 영화가 시작된다.
2년 전인 1907년. 안중근은 어머니인 조마리아와 가족들을 놔둔 채 집을 떠나 일본군과 최선을 다해 맞서싸우며 의병활동을 이어나간다. 1908년 어느날 전투 중 독립군 병사들이 일본군 포로를 잡아 사살하려는데 안중근은 이 포로들을 그냥 풀려준다. 왜냐하면 전쟁중 포로를 잡으면 풀어주라는 만국공법이 있기 때문. 그날 밤, 안중근은 독립군들의 막사에서 조용히 기도를 올리는데 갑자기 막사가 폭발하여 기습이 일어났다. 사실 아까 풀어줬던 일본군 포로들이 안중근과 독립군들의 위치를 알렸기 때문이었다. 안중근은 일본군 포로 중 한명인 와다를 총으로 쏴 넘어뜨리고 어쩔 수 없이 후퇴 명령을 한다. 일본군에 기습공격에 몇년간 함께해온 수많은 전우들을 잃고 남은 독립군 둥지들까지 흩어진다.
한편, 일본 동경. 설희는 이토 히로부미를 존경하게 모시도록 하는 궁녀다. 사실 그녀는 조선의 마지막 궁녀이며 당시 1895년 을미사변으로 인해 자신을 대신한 명성황후가 스스로 낭인들에 의해 살해당하고 시신이 불을 태워진 것을 오열을 하며 슬픔에 빠진다. 설희는 김내관에게 일본으로 보내달라고 하지만 김내관은 돌아가라고 말하고 이내 설희가 자결을 하겠다며 일본으로 보내달라고 애원을 한다. 이후 설희는 이토의 비서로 활동해 독립군 비밀 정보원으로 위장하여 일본에서 계획을 다한다.
1909년, 안중근은 러시아의 블라디보스토크로 건너가 최재형을 만나 얘기를 한다. 그리고 안중근은 3년 내에 우리 조국의 원수 이토 히로부미를 처치하지 못하면 자결하겠다고 맹세를 지켰다. 그리고 마두식&마진주 남매의 만두가게에서 자신의 독립군 전우인 우덕순과 마진주, 또 오랜 친구인 마두식과 재회한다. 또 독립군 명사수인 조도선과 만 18세의 독립군 막내 유동하를 만난다.
그리고 안중근은 단상에 올라가 동지들과 함께 이토 히로부미의 만행을 알리지만 곧 쫓아온 일본 형사들에게 쫓기며 추격전이 벌어진다. 이때 안중근은 일본 악질 형사인 와다에게 쫓기다 옥상을 뛰어다니며 아찔한 추격전을 벌인다. 잠깐 위기에 처하지만 모든 적을 소탕하고 합류한 우덕순과 조도선이 마차를 끌고 왔고 안중근은 동료들이 끌고 온 마차에 있는 볏짚에 떨어져 위기를 모면한다.
그날 밤, 이토는 하얼빈에 가겠다는 목표를 하며, 러시아보다 먼저 조선을 발판으로 삼고 중국을 손에 넘는다는 결정을 한다. 그리고 이번 하얼빈에 시찰을 하겠다며 선언한다.
한편, 유동하는 몰래 가게에 들어가서 마진주 대신 만두찜을 들어올리고 안중근이 있는 장소로 돌아간다. 그렇게 간헐적으로 독립운동을 지속하던 중 이토가 러시아 재무장관을 만나기 위해 하얼빈역에 온다는 소식을 들고 동지들과 함께 대한제국과 동양의 평화를 위해 이토 히로부미를 암살한 것을 계획한다. 그 사이 와다가 마진주 남매의 가게 안에서 들이닥치며 안중근이 어디 있다고 위협을 날리자 마두식은 무슨 말인지 모르겠다며 농담을 치는 바람에 와다는 마진주 대신 마두식을 끌고 가 고문 끝에 살해한다. 고문을 당한 마두식은 배신하지 않는다며 사망하고 안중근 일행은 그의 장례식에서 눈물을 흘린다. 안중근은 조국이 대체 무엇이냐며 물으며 절망에 빠지지만, 어머니의 뜻에 따라 다시 일어선다.
안중근은 최재형으로부터 '도착 예정 시간 하얼빈 역 5번째 칸 휜 손수건'이라는 소식을 알게 된다. 독립군 비밀 정보원이던 설희가 이토의 만행을 듣고서 작전을 세워 안중근 일행에게 편지를 보냈던 것. 마진주가 안중근에게 오빠의 모자를 씌어주자 대장의 희생을 헛되지 않게 해주겠다고 말하자 안중근 일행은 이토를 쓰러뜨리기로 결심한다. 그렇게 안중근은 유동하, 마진주와 함께 거사를 위해 하얼빈역에 가서 현장점검을 한다. 하지만 그때 마진주가 일본 형사 와다가 안중근을 잡기 위해 보았고 마진주는 거사를 성공 시키기 위해 와다를 유인하다가 다구리 폭행을 당한다. 때마침 나타난 유동하가 와다를 향해 달려들어 치열한 몸싸움이 벌어진다. 와다는 쓰러진 유동하를 총으로 쏘려고 하는데 뒤에서 습격한 마진주를 총으로 쏴버리고, 일어났던 유동하가 와다를 넘어뜨려 그의 권총으로 사살해버린다. 마진주는 유동하에게 사랑한다는 고백을 하면서 숨을 거둔다. 안중근이 뒤늦게 도착하지만 늦은 후였다.
한편, 우덕순과 조도선은 중국의 채가구 역에서 대기하고 있었지만 이토가 탄 열차가 갑자기 빠르게 지나쳐가는 바람에 러시아 헌병한테 붙잡힌다. 설희는 일본인 옷에서 궁내 차림으로 갈아입은 채로 기차에서 이토를 죽이려 들다가 실패하고, 이토는 그녀를 뒷칸으로 구금시킨다. 열차 뒷칸에 구금당한 설희는 문을 열고 투신자살한다.
이날의 운명인 1909년 10월 26일, 용기를 잡은 안중근은 하얼빈역에 도착한 열차에 내린 이토 히로부미를 발견하고 권총으로 쏘아 사살해버린다. 이토는 안중근의 총탄에 맞아 사망하고 안중근이 헌병들에게 붙잡혀서 “코레아 우라!(“대한제국 만세!")를 외친 후 검찰관에게 심문을 받는다.
1910년 2월 14일 안중근은 우덕순, 조도선, 유동하와 함께 일본의 재판 법정에 서서 이토 히로부미의 죄를 고발하지만 사형 선고를 받는다. 재판이 끝나고 안중근은 자신의 아내인 김아려와 잠깐 마주치고 호송마차에 타자 김아려는 큰 충격에 빠진다.
이후 뤼순감옥에서 안중근의 동생 정근, 공근이 면회를 와 어머니가 보내신 수의와 편지를 전달한다. 안중근은 만약 국권이 회복되면 자신의 유해를 고국에 묻어달라고 한다. 그 후 일본 교도관 지바 도시치가 일본인이어서 죄송하다 말하지만 안중근은 괜찮다며 나는 일본인이 미운 것이 아니라 이토 같은 사람들이 미운 것이라며 웃으며 말한 뒤 자신의 친필 유묵을 선물로 준다.
안중근의 어머니인 조마리아가 떠나가야 하는 아들 안중근을 위해 하얀 옷을 만든 후 안중근에게 전달된다.
다음날 안중근은 1910년 3월 26일 오전 10시 자신의 동지인 우덕순, 조도선, 유동하의 뒤로 하고 뤼순감옥에서 사형장으로 끌러가 교수형 집행을 당해 세상을 떠났다.
그 후 화면이 꺼지며 이국의 땅에 묻힌 안중근의 유해를 아직까지 찾지 못해 그의 유해가 고국으로 돌아오지 못했다는 자막이 나오며 영화는 끝이 난다.

## 노래
영웅에 나오는 노래들의 제목이다.
1. Overture
2. 단지동맹
3. 당신을 기억합니다 황후마마여
4. 배고픈 청춘이여
5. 이토의 야망
6. 그대 향한 나의 꿈
7. 이것이 첫사랑일까
8. 흔들림 없는 태산처럼
9. 영웅
10. 출정식
11. 그날을 기약하며
12. 사랑이라고 믿어도 될까요
13. 십자가 앞에서
14. 아리랑
15. 내 마음 왜 이럴까
16. 누가 죄인인가
17. 사랑하는 내 아들, 도마
18. 정부가
19. 동양평화

## 출연진

### 주요 인물
- 정성화[4]: 안중근 역
- 김고은: 설희 역
- 나문희: 조마리아 역
- 조재윤[5]: 우덕순 역
- 배정남: 조도선 역
- 이현우: 유동하 역
- 박진주: 마진주 역 - 원작의 링링 포지션.
- 장기용[6]: 최재형[7] 역
- 김승락: 이토 히로부미 역
- 김중희: 와다 역
- 노지마 나오토: 치바 도시치 역
- 이기동: 다이스케 역 - 원작의 고무라 주타 포지션.

### 그 외
- 엄지성: 어린 의용군 역
- 김태희: 주인 게이샤 역
- 김덕환[8]: 김 내관 역
- 서광일: 독립군 장교 역
- 김중돈: 안정근 역
- 김승기: 안공근 역
- 김수진: 마나베 주조 역
- 진 유이치: 미조부치 다카오 역
- 권라희: 안현생 역
- 한준수: 안분도 역
- 임율: 안준생 역
- 김상현[9]: 김기룡 역
- 김늘봄[10]: 황병길 역
- 서준영: 이강 역
- 남기백: 안병찬 역
- 강민재: 구리하라 역
- 강성해: 히라이시 요시토 역
- 이사문: 미즈노 기치타로 역
- 안성봉: 다나카 역
- 세르기오 보르자: 니콜라 빌렘 역
- 고르바촙스키 비하치슬라브: 블라디미르 코코프초프 역

### 특별출연
- 조우진: 마두식 역 - 원작의 왕웨이 포지션.
- 이일화: 명성황후 역
- 장영남: 김아려 역